# آنا ماريا غوف
آنا ماريا غوف (بالإنجليزية: Anna Maria Gove) هي طبيبة أمريكية، ولدت في 6 يوليو 1867 في Whitefield, New Hampshire ‏ في الولايات المتحدة، وتوفيت في 28 يناير 1948 في غرينزبورو في الولايات المتحدة.